# شاهدبازی
شاهدبازی به‌صورت غیررسمی شاهدگرایی گفته می‌شود. (به انگلیسی: Pederasty) یکی از نمونه‌های همجنس‌گرایی در دوران باستان است که در تاریخ فرهنگ‌های شرقی و غربی وجود داشته‌است. شاهدبازی به علاقهٔ مردی به پسرِ معمولاً کم‌سن‌وسال گفته می‌شود. به فردی که عمل شاهدبازی را انجام می‌دهد، شاهدباز یا پسرباره گفته می‌شود و خواهان برقراری رابطه با پسران هستند. «عشق مرد به مرد در طول تاریخ از دیدگاه‌های مختلف با اسم‌ها و اصطلاحات مختلفی مطرح شده‌است: شاهدبازی، نظربازی، جمال‌پرستی…»

## تفاوت با بچه‌خواهی

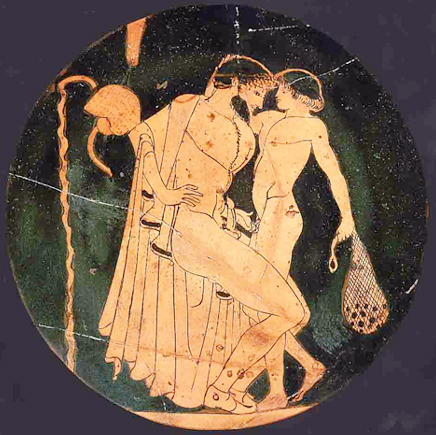
مرتبط

در بچه‌خواهی، شخص میل جنسی به کودکان زیر ۱۳ سال دارد و جنسیت قربانی برایش فرقی نمی‌کند؛ در حالی‌که در «شاهدبازی» (به‌خصوص نوعی که در فرهنگ‌های دنیای قدیم مدنظر بوده‌است) شخص میل به نوجوانِ پسر (زیبارو نوجوان یا جوان) داشته و اغلب این رابطه به‌صورت پیر و شاگرد بود.
همچنین در نوجوان‌خواهی و جوان‌خواهی فرد به حالت‌های جسمی سن خاصی جذب می‌شود (مثلاً مرد دگرجنسگرا به دخترهای نوجوان یا مرد همجنسگرا به پسرهای جوان) اما در این نوع رابطه، مردی غالباً غیرِهمجنسگرا به پسرهای زیبارو علاقه پیدا می‌کند؛ گرچه علاقه‌ای به دیگر نوع مردان یا پسران نداشته باشد. هرچند در صورت همجنسگرا بودن یا دگرجنسگرا بودن باز نیز شاهدبازی صدق می‌کند و شاهدباز از لحاظ تعریف و تکنیکی در یکی از بچه‌خواهی، نوجوان‌خواهی و جوان‌خواهی نیز داخل می‌شود. امروزه فردی که چنین علاقه‌ای داشته باشد، در نوعی از همجنسگرایی یا نوعی از دوجنسگرایی یا چندجنسگرایی قرار می‌گیرد. البته اگر این تمایل به‌معنای داشتن رابطهٔ فرد بالای ۱۸ سال با زیر ۱۸ باشد، نوعی بچه‌خواهی یا نوجوان‌خواهی است که در بیشتر جوامع غیرقانونی است.

## نگارخانه

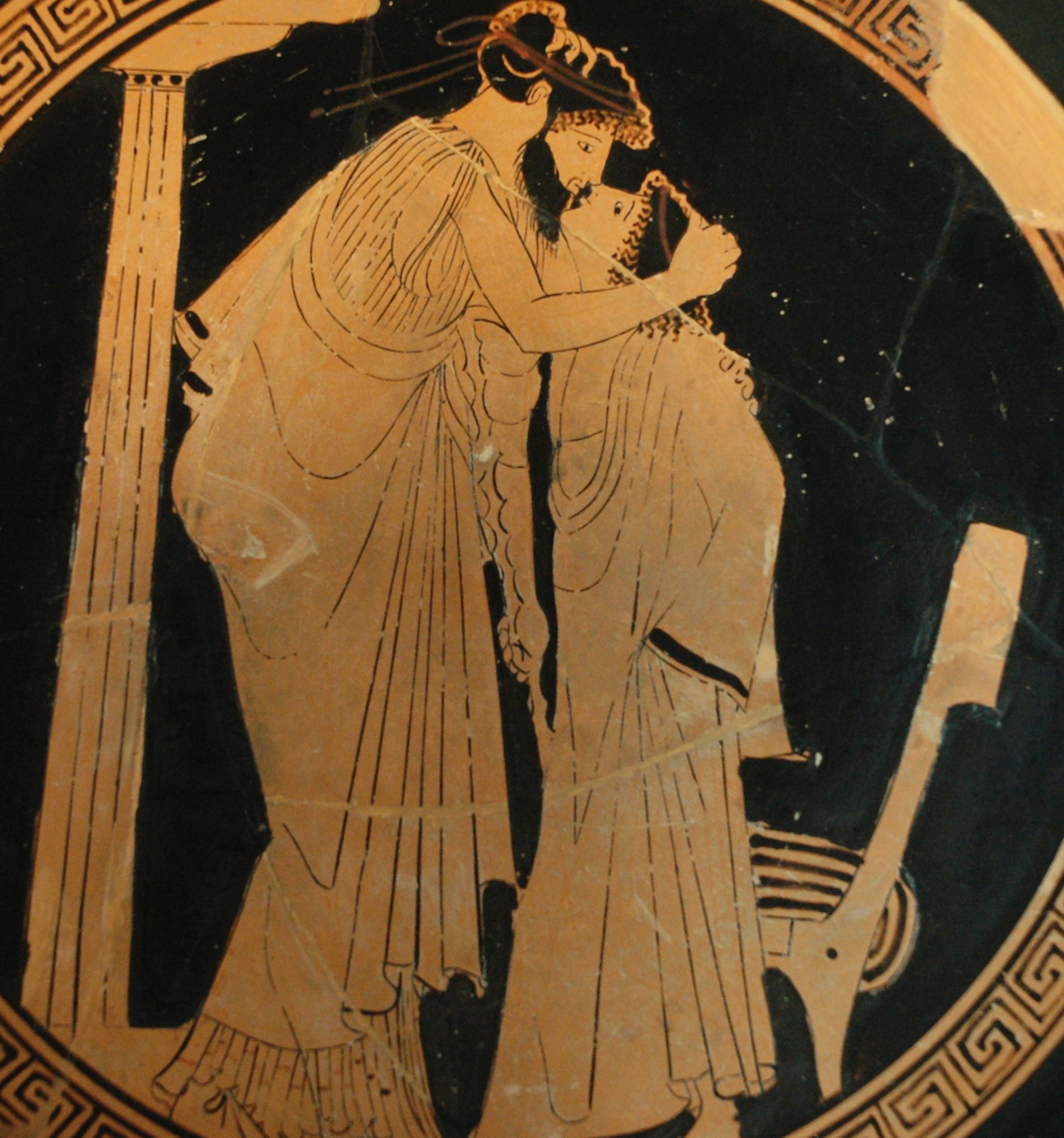
مرد در حال بوسهٔ پسر. یونان باستان. موزه لوور.